# Embalse de Viliui
El embalse de Viliui (en ruso: Вилюйское водохранилище, BB) es un gran embalse artificial creado por la presa de Viliui (Вилюйской ГЭС) en el río Viliui para alimentar la central hidroeléctrica homónima. Se encuentra en la República de Sajá, al noreste de Rusia. La presa fue construida entre 1964 y 1967 para suministrar energía a las minas de diamantes en la zona, y fue la primera estructura importante en el mundo que se construyó sobre suelo de permafrost, y se informó de que las condiciones de operación eran las más frías de cualquier planta hidroeléctrica del mundo. 
El embalse se utiliza para la regulación estacional y a largo plazo del caudal del Viliui, así como al suministro de agua, la navegación y la pesca (salmón blanco y otros pescados blancos). Las descargas de agua a través del aliviadero de la central hidroeléctrica se utilizan para garantizar las condiciones de la navegación en el curso inferior del río Vilyuy

## Características
La presa es una estructura de muro de contención de 75 m  metros de altura y 600 m de longitud, que contiene 5 000 000 m³ de relleno. Su estación de energía tiene cuatro turbinas con una capacidad combinada de 650 MW, que genera 2710 millones de kWh al año. Detrás de la presa, el embalse comenzó a llenarse en 1969 y terminó en 1973, siendo uno de los mayores embalses artificiales del mundo, con una longitud de  450 km y con capacidad para  35,9 km³  de agua.
El gran lago artificial formado por la presa ha provocado un efecto de calentamiento en la cuenca del río Vilyuy de hasta 5-6 °C , y se ha reducido en gran medida las inundaciones en la parte baja del río, lo que lleva a disminución de las poblaciones de aves y peces. El llenado del embalse también desplazó cerca de 600 personas.
- Datos: Q2065167
- Multimedia: Vilyuy Reservoir / Q2065167